# Opus imperfectum in Matthaeum
L'Opus imperfectum in Matthaeum (dal latino: "Opera incompleta su Matteo") è un commento al Vangelo secondo Matteo scritto in latino, con alcuni contenuti propri dell'arianesimo e per secoli erroneamente attribuito a san Giovanni Crisostomo. È incompleto perché ci sono due grandi lacune (tra Matteo 8,14 e Matteo 10,15 e tra Matteo 14 e Matteo 18). L'opera si interrompe anche dopo l'interpretazione del capitolo 25, cioè non commenta le narrazioni della Passione e della Pasqua.

## Autore, luogo e data
Lo pseudo Giovanni Crisostomo era un chierico che scriveva in latino, usava la Vulgata, ma parlava correntemente il greco e ricorreva a dei grecismi. Il luogo di composizione andrebbe quindi ricercato in una zona di contatto tra popolazioni di lingua latina e greca, forse nei Balcani: Dacia, Moesia, Illyricum. Nella sua opera cita un imperatore Teodosio senza ulteriori definizioni, per cui o ha scritto prima del regno di Teodosio II (408-450) o durante, perché dopo la fine del suo regno avrebbe dovuto specificare a quale Teodosio si riferiva.
L'autore si ispira alle opere di Origene e forse di san Girolamo. Il materiale è presentato in maniera dialettica, ricorrendo talvolta a un'interpretazione allegorica del testo, talaltra a quella letterale. Privilegia il simbolismo etimologico, la convinzione ebraica secondo cui la parola è la cosa e il nome esprima in qualche modo la natura dell'oggetto (come Adamo quando assegna i nomi alle cose in Genesi 1).
Sono state proposte tre identità per lo "pseudo-Crisostomo":
- Timoteo, sacerdote ariano a Costantinopoli, della scuola esegetica di Origene;
- Massimino, un vescovo ariano che probabilmente non era un goto, ma che li accompagnò nella loro migrazione dai Balcani al Nord Africa;
- Aniano di Celeda, diacono e pelagiano.

Gustavo Piemonte ha attribuito due gruppi di omelie (C1 = 24-31, Migne: 756-798 e C2 = 46b-54, Migne: 897-946) a un'opera perduta di Giovanni Scoto Eriugena, il Tractatus in Matheum.

## Contenuto
Per un lettore moderno è sorprendente che durante il Medioevo l'Opus imperfectum possa essere stato attribuito al Dottore della Chiesa Crisostomo, anche se l'autore aveva ovviamente opinioni ariane. Ciò è stato possibile perché le posizioni ariane non caratterizzano il commento nel suo complesso, ma singole interpretazioni (delle versioni pervenuteci), essenzialmente quattro:
- su Matteo 8,9[11]: il Figlio è inferiore al Padre (subordinazionismo);
- su Matteo 20,8[12]: se nella parabola il padre è il padrone di casa e il figlio l'amministratore, egli è meno del padre.
- su Matteo 20,23[13]: il figlio deriva la sua autorità dal padre.
- su Matteo 23,32[14]: credere in tre persone divine in un'unica e comune essenza (la Trinità) è paganesimo travestito da cristianesimo[15].

## Ricezione
L'Opus imperfectum fu tenuto in grande considerazione da Tommaso d'Aquino e san Bonaventura, da Abelardo, dalla Devotio moderna, da John Wycliff e da Jan Hus. L'influsso ebbe fine nel 1530, quando Erasmo da Rotterdam dimostrò che l'autore era un anonimo ariano: le interpretazioni della Bibbia fatte da un antico eretico non erano infatti citabili durante la Riforma protestante
L'autore dello Speculum humanae salvationis, un'opera popolare nel Medioevo, potrebbe aver conosciuto l'Opus imperfectum.

## Importanza ed eredità
L'Opus imperfectum è utile per datare l'Apocalisse dei Magi, un apocrifo cristiano siriaco di datazione incerta. Essa sopravvive solo come una parte della Cronaca di Zuqnin dell'VIII secolo; tuttavia, l'Opus imperfectum descrive e riassume un libro sconosciuto che parla di Set (il terzo figlio di Adamo ed Eva), libro che sembra corrispondere bene all'Apocalisse dei Magi. Ciò suggerisce che una qualche forma di Apocalisse dei Magi esisteva al più tardi nel V secolo, data di attribuzione dell'Opus.

## Edizioni e traduzioni
Alla fine del Medioevo, nel testo furono sovrascritti i passi contenenti l'eresia ariana. Si trattava dell'edizione corretta del testo che fu pubblicata nella Patrologia (PG 56,611-946), pertanto questa edizione è ritenuta insoddisfacente dagli studiosi moderni. Numerosi frammenti furono ritrovati e pubblicati anche in Fragments inédits de l'opus imperfectum di Raymond Etex nel 1974. Il commento fu tradotto in inglese all'interno della serie Ancient Christian Texts nel 2010.
- Joop van Banning (Hrsg.): Opus imperfectum in Matthaeum. Praefatio (= Corpus Christianorum Series Latina. (CCSL) 87B). Brepols, Turnhout 1988.
- Thomas C. Oden (Hrsg.): Incomplete Commentary on Matthew (Opus imperfectum). 2 Bände. Übersetzt von James A. Kellerman. InterVarsity Press, Downers Grove 2010.
- Bernard de Montfaucon u. a (Hrsg.): Sancti patris nostri Joannis Chrysostomi, archiepiscopi constantinopolitani, opera omnia quae exstant, vel quae ejus nomine circumferuntur, Band 6, Neuausgabe, Paris und Leipzig 1836, S. 741–972 (Digitalisat)